# Chiesa di Sant'Antonio da Padova (Cervia)
La chiesa di Sant'Antonio da Padova è un luogo di culto cattolico di Cervia.
Concepita nel contesto dell'insediamento conventuale dei Padri Francescani Osservanti in Cervia Nuova, la chiesa di Sant'Antonio di Padova, costruita fra il 1704 e il 1741 al di fuori del perimetro urbano è il terzo edificio sacro della nuova edificazione cittadina.
Realizzato grazie all'utilizzo della ormai abbandonata Osteria del Pino, opera probabilmente dell'architetto Antonio Farini, l'edificio, di stile tardo barocco e Rococò, ha una pianta a navata unica longitudinale di limitate dimensioni, ancora più ridotta, visivamente, da due rientranze posizionate simmetricamente nella parte mediana. Di facciata riconducibile agli elementi architettonici classici, colonna, trabeazione e frontone, successivamente sviluppati nel periodo neoclassico, alla chiesa è stato in seguito aggiunto un campanile di 20 m di altezza.
All'aula, suddivisa in tre campate con arcate poggianti su semplici modanature decorate, fa sfondo ad un presbiterio quadrato con al centro un altare marmoreo, nella cui nicchia c'è una statua lignea di S. Antonio del '700. Una madonna con Bambino di Cesare Pronti, San Luigi Gonzaga e Santa Caterina da Bologna di Andrea Barbiani ed un Ovale della Natività della vergine, che alcuni critici ritengono attribuibile a Giuseppe Milani o a Carlo Cignani, ma forse opera di anonimo romagnolo del XVIII secolo, rappresentano in tre pregi artistici sulle pareti.
Testimonianze dell'operosità dei frati francescani sono la trasformazione in Lazzaretto del Convento in occasione dell'epidemia di colera che colpì la città nel 1727 e la cura del cimitero annesso al convento, una volta abbandonato quello a fianco della cattedrale ove oggi sorge il Giardino "Papa Innocenzo XII".